# Jake Galea
Jake Galea (sinh ngày 15 tháng 4 năm 1996) là cầu thủ bóng đá người Malta hiện đang thi đấu ở vị trí thủ môn cho câu lạc bộ Malta Valletta và Đội tuyển bóng đá quốc gia Malta.

## Sự nghiệp thi đấu
Galea ra mắt quốc tế cho Malta vào ngày 7 tháng 10 năm 2020 trong trận giao hữu gặp Gibraltar.
Vào năm 2022, anh gia nhập câu lạc bộ Etzella Ettelbruck, trở thành cầu thủ bóng đá Malta đấu tiên thi đấu tại Luxembourg.

## Thống kê sự nghiệp

### Quốc tế
Tính đến 1 tháng 6 năm 2022
| Malta     | Malta | Malta     |
| Năm       | Trận  | Bàn thắng |
| --------- | ----- | --------- |
| 2020      | 2     | 0         |
| 2021      | 1     | 0         |
| 2022      | 1     | 0         |
| Tổng cộng | 4     | 0         |